# Universidad de Jena
La Universidad Friedrich Schiller de Jena (FSU) se encuentra en Jena, Turingia, en Alemania. Fue fundada en 1558 y se encuentra en la lista de las diez universidades más antiguas de Alemania. En 1934, la universidad fue renombrada y recibió el nombre del escritor alemán Friedrich Schiller, que había impartido clases como profesor de historia y filosofía en la universidad. Desde 2014, cuenta con alrededor de 19.000 estudiantes matriculados y 375 profesores.
La universidad alcanzó su momento álgido a finales del siglo XVIII, al ser testigo de una serie de eventos intelectuales y filosóficos significativos. Filósofos y pensadores destacados, como Friedrich Schiller, Johann Gottfried von Herder y Johann Wolfgang von Goethe, estuvieron activos en la región, y sus ideas y obras influyeron en el pensamiento europeo de la época.

## Organización
La universidad está organizada en las siguientes diez facultades: 
- Teología
- Jurisprudencia
- Economía y Administración de Empresas
- Filosofía
- Ciencias Sociales y del Comportamiento
- Matemáticas y Ciencias de la Computación
- Física y Astronomía
- Química y Ciencias de la Tierra
- Biología y Farmacia
- Medicina

## Museos y colecciones en la Universidad
- Colección de papiros.
- Exposición Alphons-Stübel, colección de primeras fotografías de Oriente (1857-1890).
- Jardín Botánico.
- Colección Hilprecht, con antigüedades de Mesopotamia y el antiguo Oriente Próximo.
- Colección de mineralogía.
- Colección Anatómica, dedicada al estudio de la anatomía humana y animal.
- Museo Filogenético, colección de especímenes y exhibiciones relacionadas con la evolución biológica y la diversidad de la vida en la Tierra.
- Colección de Prehistoria e Historia Antigua, centrada en el estudio de la prehistoria y la historia temprana de la humanidad.
- Biblioteca (dotada con 200.000 volúmenes).
- Observatorio Astronómico.
- Instituto Meteorológico.

## Historia
El aristócrata Juan Federico, elector de Sajonia fue el primero en plantear el establecimiento de una universidad en Jena en 1547, mientras era prisionero del emperador Carlos V. El plan fue realizado por sus tres hijos y, después de haber obtenido una carta del emperador Fernando I, la universidad se fundó el 2 de febrero de 1558. 
La reputación de la universidad culminó bajo los auspicios del duque Carlos Augusto, patrono de Goethe (1749-1832), cuando Gottlieb Fichte, Georg Hegel, Friedrich Schelling, Friedrich von Schlegel y Friedrich Schiller formaron parte de la plantilla docente. Durante este período, la universidad se convirtió en un centro intelectual y académico destacado en Europa, influyendo en diversos campos del conocimiento, atrayendo a importantes figuras de la época y generando un ambiente intelectual y creativo de gran relevancia. 
Durante las Guerras Napoleónicas, la Universidad de Jena se convirtió en escenario de conflictos y ocupación militar. En 1806, las tropas francesas bajo el mando de Napoleón Bonaparte derrotaron al ejército prusiano en la Batalla de Jena-Auerstedt, que tuvo lugar cerca de la ciudad. Como resultado de la batalla, Jena sufrió graves daños y la universidad se vio directamente afectada. Las instalaciones universitarias fueron utilizadas como cuarteles y hospitales militares, lo que interrumpió significativamente las actividades académicas. Además, muchos profesores y estudiantes se vieron obligados a abandonar la ciudad debido a la ocupación y la inestabilidad causada por la guerra. Muchos de ellos, especialmente estudiantes, también se unieron a unidades militares voluntarias formadas durante la guerra y compuestas esencialmente por estudiantes patriotas alemanes, como la Freikorps de Lützow. A pesar de las dificultades, la Universidad de Jena pudo recuperarse gradualmente. Después de la retirada de las tropas francesas, se reanudaron las clases y se reconstruyeron las instalaciones dañadas.  

En los años posteriores, la universidad continuó desempeñando un papel importante en el ámbito académico y cultural de Alemania. Después del final de la guerra (con la victoria de la Sexta Coalición en la Batalla de Leipzig, en 1813) la idea de la unificación de Alemania era más popular que nunca y los estudiantes de Jena (muchos de ellos ex-voluntarios de guerra) deshicieron el 12 de junio de 1815 las corporaciones estudiantiles tradicionales (Landsmannschaften), donde los estudiantes eran miembros según su lugar de origen, y fundaron una nueva corporación para todos los estudiantes de los países alemanes: la Burschenschaft. Es conocida también como Urburschenschaft (el prefijo ur significa, en alemán, primera) para destacar su importancia en la historia de Alemania y para diferenciarse del resto de hermandades. Para la bandera de esta corporación, los estudiantes de Jena eligen los colores negro, rojo y dorado del uniformes de la Freikorps de Lützow, ya que muchos alumnos de la universidad habían servido dentro de esta unidad.  

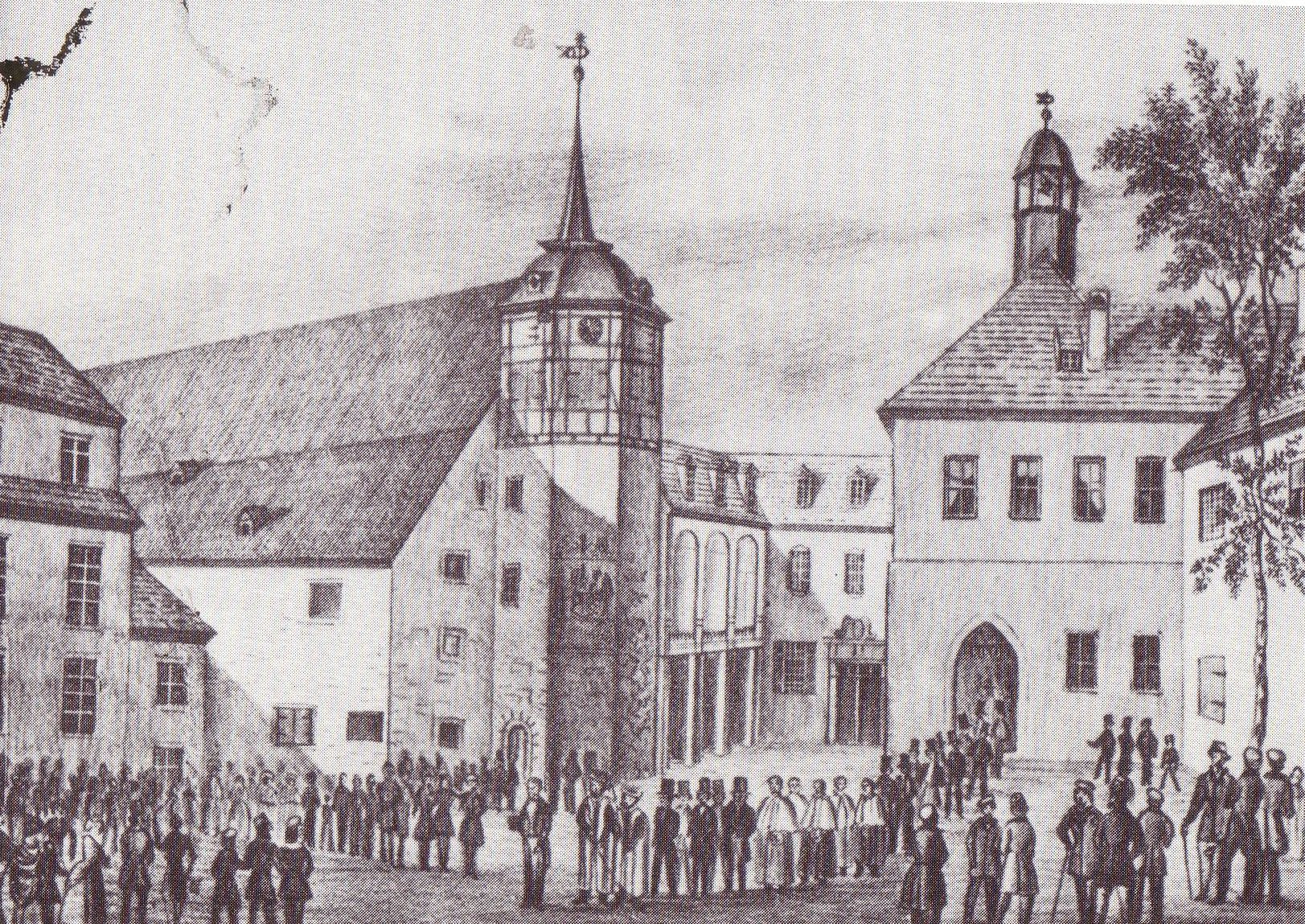
La Universidad de Jena en 1848.

Durante la Revolución alemana de 1848-1849, la Universidad de Jena, al igual que muchas otras instituciones académicas en Europa, se vio profundamente afectada por el espíritu de cambio y agitación política que se extendió por todo el continente con las Revoluciones de 1848. En este período, muchos estudiantes y profesores de la Universidad de Jena se involucraron activamente en las protestas y los movimientos revolucionarios. Los estudiantes jugaron un papel importante en la organización de manifestaciones, mítines y debates políticos. El movimiento del Burschenschaft y sus ideas de unificación y libertad se expandieron a otras partes de Alemania, y los tres colores de su bandera se convierten en un símbolo nacional. Así, durante la revolución, el primer Parlamento de Fráncfort elige estos colores para la nueva bandera de la Alemania demócrata. Sin embargo, las revoluciones de 1848 no tuvieron éxito a largo plazo en la mayoría de los países europeos, incluida Alemania. Las autoridades gubernamentales y las fuerzas conservadoras lograron sofocar la agitación revolucionaria y restaurar el orden. 
A finales del siglo XIX, el departamento de zoología enseñó la teoría de la evolución. Carl Gegenbaur, Ernst Haeckel y otros publicaron teorías detalladas sobre esta materia en la misma época en la que aparecía el "Origen de las Especies" (1859) de Charles Darwin. La fama posterior de Ernst Haeckel eclipsaba a la de Darwin en algunos países europeos, donde el término "haeckelismo" era más común que el término "darwinismo". Haeckel fue el fundador del Museo Filogenético de la universidad, para ilustrar sus enseñanzas evolutivas. Entre los investigadores destacados que estuvieron asociados con la universidad en esa época se también se encuentra Ernst Abbe, quien hizo contribuciones fundamentales en el campo de la óptica. Con su colaboración, el también óptico e inventor alemán Carl Zeiss estableció un taller en la ciudad, y juntos desarrollaron y perfeccionaron técnicas y dispositivos ópticos de vanguardia. Posteriormente fundaría la empresa Zeiss, de gran importancia para la ciudad y la propia universidad.  
En 1905, en Jena había 1100 estudiantes y su personal docente ascendía a 112 miembros, incluyendo Privatdozenten.
Durante el Tercer Reich, docentes e ideólogos afines al nazismo ocuparon cargos de liderazgo en la universidad, frecuentemente obviando los requisitos y procesos tradicionales para la selección. Este fue el caso del investigador racial y SS-Hauptscharführer Karl Astel, que fue nombrado profesor en 1933, y más tarde se convirtió en rector de la universidad en 1939. La Universidad de Jena no fue inmune a las políticas y el control del régimen nazi, y al igual que muchas otras instituciones académicas en Alemania en ese momento, experimentó una serie de cambios y restricciones impuestas por el gobierno en su intento de reestructurar la educación superior de acuerdo con su ideología y objetivos. Se llevó a cabo una política de purga en las universidades alemanas que implicaba la eliminación de académicos disidentes y estudiantes judíos, así como de todos aquellos que se oponían activamente al régimen, y se impuso una agenda ideológica que fomentaba la promoción de la teoría racial y la eugenesia, que eran fundamentales en la ideología nazi.
En 1945, durante la Segunda Guerra Mundial, los bombardeos aliados sobre la ciudad de Jena causaron la destrucción de gran parte del complejo universitario, incluida su biblioteca, el jardín botánico y varios edificios científicos, que tuvieron que reconstruirse posteriormente. 
Durante el siglo XX, la cooperación entre la empresa Zeiss y la universidad trajo una nueva prosperidad y atención a Jena, dando como resultado un aumento espectacular en la financiación y la inscripción. Desde 1995, la institución está asociada con la Universidad Martín Lutero de Halle-Wittemberg y con la Universidad de Leipzig en variados proyectos colaborativos e intelectuales.

## Ambiente intelectual

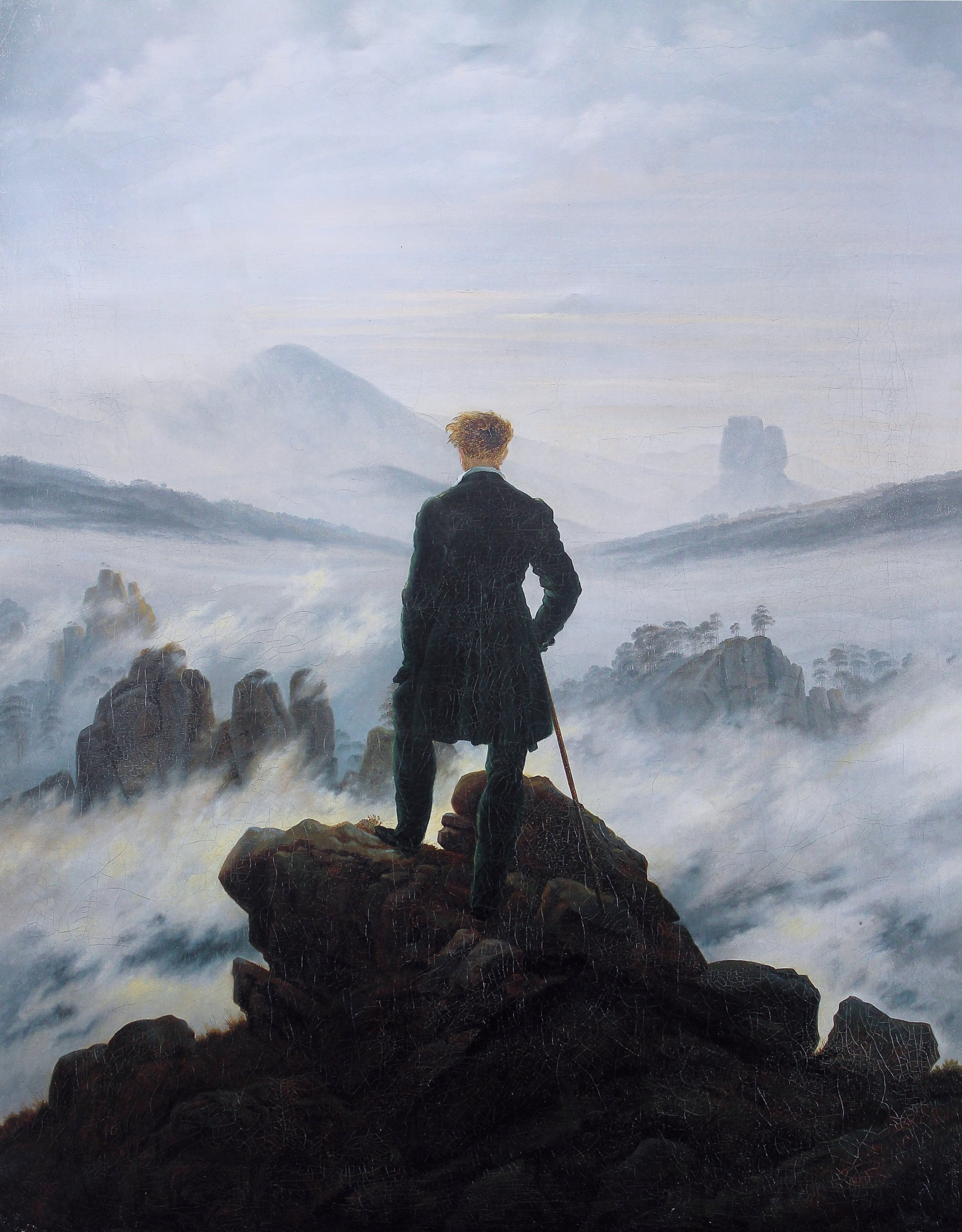
El caminante sobre el mar de nubes ("Der Wanderer über dem Nebelmeer", 1818) por Caspar David Friedrich. Al igual que sobre otros artistas de su tiempo, las ideas del romanticismo y el idealismo alemán presentes en Jena influyeron de manera determinante en su obra.

Fundada como un hogar para los nuevos dictámenes religiosos del siglo XVI, la universidad ha sido una de las más radicales en Alemania dentro del plano político. Jena se señaló entre otras universidades alemanas a principios del siglo XIX por permitir a los estudiantes a batirse en duelo y por estimular su sentimiento de "Freiheit" (en alemán, el concepto de tener autonomía, independencia y la capacidad de tomar decisiones y actuar sin restricciones externas), ambas popularmente consideradas como características necesarias de la vida estudiantil alemana. Su enfoque en la libertad académica y la independencia de pensamiento permitía una mayor libertad de expresión y debate en comparación con otras instituciones académicas de la época, y esto atrajo a intelectuales y estudiantes en busca de un ambiente intelectual estimulante y tolerante. 
Uno de los aspectos más destacados de la Universidad de Jena, especialmente a fines del siglo XVIII y principios del siglo XIX fue su enfoque en la filosofía y las ciencias naturales. La institución se destacó como un centro líder en el movimiento romántico alemán, que enfatizaba la exploración de la individualidad, la imaginación y la conexión con la naturaleza. 
En este período, filósofos y pensadores destacados como Johann Gottlieb Fichte, Friedrich Schiller, Johann Wolfgang von Goethe, Georg Hegel, Johann Gottfried von Herder y Friedrich Schelling estuvieron asociados con la universidad, generando un ambiente intelectual y creativo de gran relevancia. Al mismo tiempo, durante el romanticismo temprano, aparece el llamado Círculo de Jena, que además de las personalidades anteriormente citadas atrae a destacados artistas, escritores y poetas del momento como Novalis, Friedrich Holdërlin, Ludwig Tieck, Friedrich Schleiermacher o los hermanos von Schlegel (Friedrich Schlegel y August Wilhem Schlegel). El Círculo de Jena fue un importante punto de encuentro para el intercambio de ideas y el desarrollo del pensamiento romántico en Alemania, que posteriormente se extendería por toda Europa con la consolidación del romanticismo continental. Sus miembros dejaron un legado duradero en la literatura, la filosofía y otras áreas del conocimiento, y sus obras y contribuciones continúan siendo estudiadas y apreciadas en la actualidad.
Además de la filosofía, la Universidad de Jena también se destacó en campos como la teología, la historia, la jurisprudencia y la medicina. La institución atrajo a académicos y científicos reconocidos, quienes realizaron importantes investigaciones y contribuciones a sus respectivas disciplinas. Destacados profesores y estudiantes de la universidad realizaron avances en áreas como la anatomía, la botánica, la física y la química, debido en buena medida a sus bien equipados institutos científicos.

## Curiosidades
- La Universidad de Jena ha conservado una histórica sala de detención o karzer, con caricaturas famosas realizadas por el pintor suizo Martin Disteli. En el contexto universitario alemán, un karzer es una antigua tradición que se remonta a los siglos XVIII y XIX. Era una especie de "cárcel estudiantil" donde los estudiantes infractores eran enviados como castigo por comportamientos inapropiados o violaciones del código de conducta universitario.

- La institución alberga una importante colección de minerales que ha sido reconocida como una de las colecciones más significativas de Alemania. Esta colección mineralógica tiene una larga historia y ha sido objeto de investigación, enseñanza y exhibición a lo largo de los años.

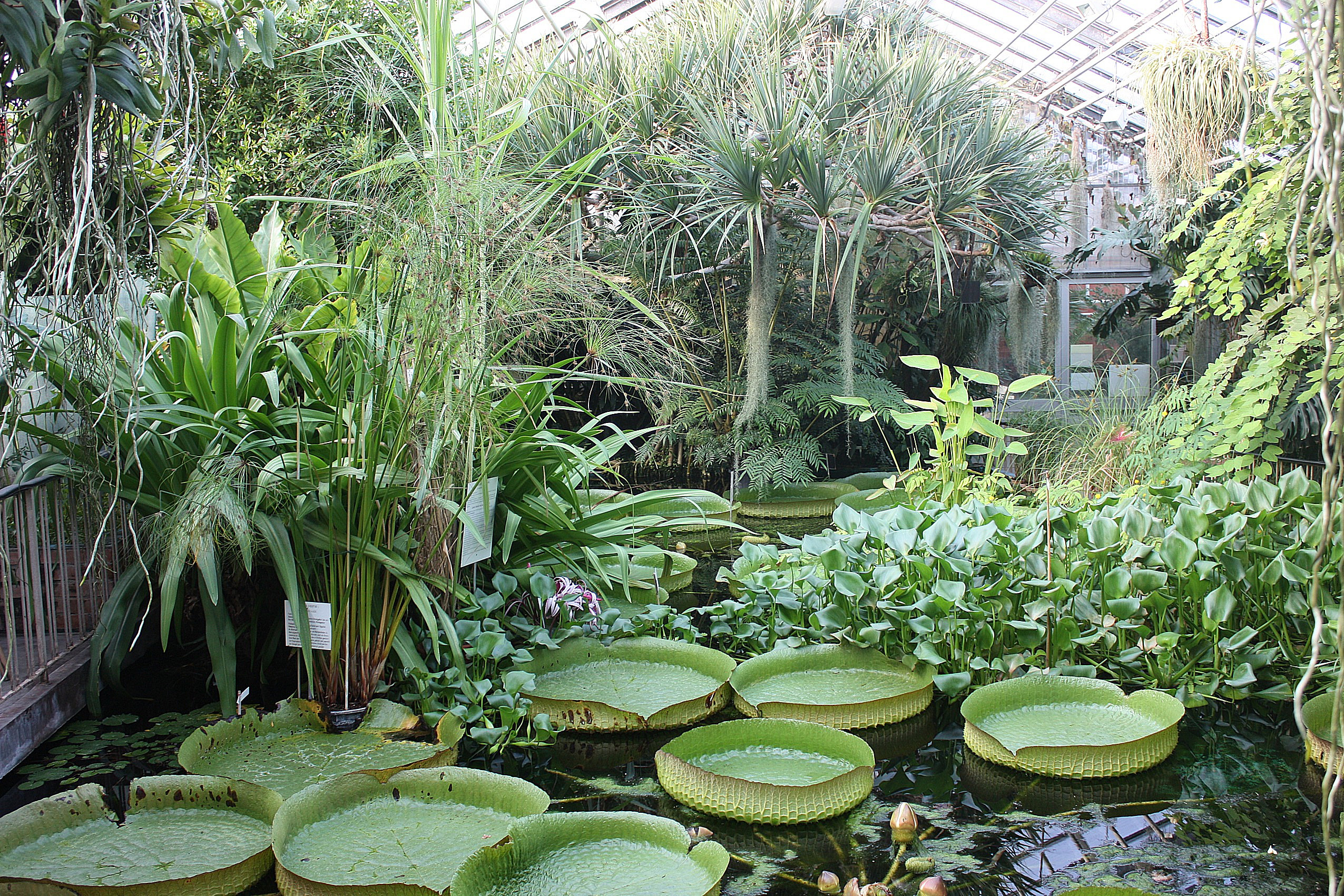
El Jardín Botánico de la Universidad de Jena cuenta con una gran variedad de especímenes. En la imagen, su sala dedicada a la selva tropical, con ejemplares acuáticos de Victoria cruziana.

- El Jardín Botánico de la Universidad de Jena, conocido como "Botanischer Garten Jena" en alemán, es uno de los jardines botánicos más antiguos de Alemania y ha sido parte integral de la Universidad prácticamente desde sus inicios. Abarca una extensión de aproximadamente 4.5 hectáreas y alberga una amplia variedad de plantas, tanto nativas como exóticas, con una colección que integra alrededor de 12.000 especies diferentes. Su objetivo principal es la investigación científica, la conservación de la diversidad vegetal y la educación pública. 
- J.W. von Goethe tuvo una gran importancia en la evolución del Jardín Botánico, la Colección de Minerales y la Colección Anatómica de la Universidad de Jena. En el Jardín Botánico, Goethe trabajó como supervisor y contribuyó significativamente al desarrollo y la expansión de la colección de plantas. Su interés por la botánica y su conocimiento en la materia influyeron en la organización y clasificación de las especies vegetales. En la Colección de Minerales y la Colección Anatómica, Goethe también desempeñó un papel destacado contribuyendo a enriquecer las colecciones con especímenes y realizando observaciones y descripciones detalladas de sus propiedades y características.
- En 1792 se le concede a August Johann Georg Karl Batsch (1761-1802) la primera cátedra independiente de botánica, considerando esta disciplina como un campo de estudio diferenciado de otras materias. A esto contribuye en gran medida la división de ámbitos de conocimiento propugnada por J.W. von Goethe en la universidad de Jena, que abogaba por un estudio compartimentado de las ciencias naturales de acuerdo a las nuevas tendencias científicas de la época. Batsch fue conocido por sus contribuciones en el campo de la taxonomía y la sistemática vegetal, así como por ser uno de los primeros botánicos en utilizar ilustraciones a todo color en sus publicaciones, lo que ayudó a una mejor comprensión y visualización de las plantas descritas.
- El Instituto de Óptica Aplicada, el Instituto de Física Teórica y el Instituto de Física y Óptica del Estado Sólido de la facultad de Ciencias Físicas y Astronómicas, así como algunas dependencias de la facultad de Matemáticas e Informática, se hallan en el Abbeanum, un edificio de estilo Bauhaus construido en 1930 y reconstruido tras los bombardeos de la Segunda Guerra Mundial.

## Estudiantes ilustres
- Eva Ahnert-Rohlfs (doctorado de Astronomía en 1951)
- Ernst Gottfried Baldinger (distinguido médico alemán).
- Gottfried Benn
- Hans Berger
- Alfred Brehm
- Rudolf Carnap
- Nathan Cobb
- Georg Friedrich Creuzer
- Gottlob Frege
- Roland Freisler
- Johann Matthias Gesner
- Nelson Glueck
- Peter Griess
- Friedrich von Hagedorn
- Arvid Harnack
- Gerhart Hauptmann
- Cuno Hoffmeister
- Ján Kollár
- Karl Christian Friedrich Krause
- Gottfried Leibniz
- August Leskien
- Robert Ley
- Karl Marx (doctorado "in absentia", 1841)
- Ernest Nash
- Axel Oxenstierna
- Samuel von Pufendorf
- Arthur Schopenhauer (doctorado "in absentia", 1813)
- Hugo Schuchardt - lingüista
- Johann Gustav Stickel (orientalista).
- Tonya Lewitt Soloveitchik (esposa del rabino Joseph B. Soloveitchik).
- Michael Stifel
- Kurt Tucholsky
- Christa Wolf
- Christian Wolff
- Solomon Marcus Schiller-Szinessy (doctorado en filosofía y matemáticas).
- Willem Schulte
- August Johann Georg Karl Batsch
- Clemens Brentano
- Carl Zeiss